# Convent de Sant Francesc (Valladolid)
El convent de Sant Francesc, de Valladolid, Espanya, va ser fundat al segle xiii i situat extramurs de la ciutat, enfront de la plaça del mercat (que seria la futura Plaça Major). El convent va ser protegit i patrocinat en aquest segle per donya Violant, esposa del rei Alfons X el Sabio. La seva existència va incidir molt en la vida social i religiosa de la ciutat durant fins a 1836, en què va ser demolit i els seus solars van ser posats a la venda. A partir d'aquesta data, passa a formar part del patrimoni perdut de Valladolid.
Cristóbal Colóm va morir a Valladolid al maig de 1506 i va ser enterrat a l'església d'aquest convent de franciscans, encara que segueix sense saber-se en quina casa o hospital va morir exactament. Durant la commemoració del V centenari de la seva mort, l'ajuntament de Valladolid va col·locar una placa en el seu record en el lloc on es trobava el convent de Sant Francesc.

## Història del convent

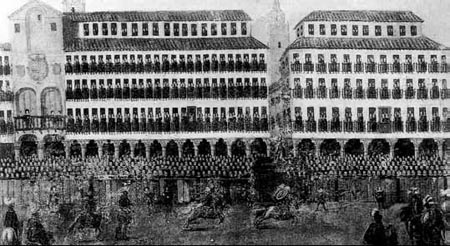
Representació del Convent de Sant Francesc en una pintura de 1656.

Els franciscans van arribar a la ciutat de Valladolid en el primer terç del segle xiii, encara que hi ha moltes discussions sobre la data exacta. El document de fundació està perdut i els diferents historiadors i investigadors han anat barrejant dates concordes amb altres esdeveniments i amb els viatges que el propi San Francisco fes a Espanya per fundar convents. L'arquitecte i acadèmic de Belles arts Juan Agapito i Revilla fa esment a la data de 1210 com a arribada dels franciscans a Valladolid prenent com a referències les opinions dels historiadors d'aquesta ciutat Matías Sangrador i Vítores, Ortega Rubio, González García-Valladolid i Juan Antolínez de Burgos (l'historiador més antic) que diu en la seva Història de Valladolid.
En els primers anys del segle XX es va donar a conèixer un manuscrit (que s'havia donat per perdut) escrit en 1660, amb el títol abreujat d'Història inèdita del convent de San Francisco de Valladolid. Ho va descobrir l'erudit Antonio de Nicolás i els estudiosos del text i divulgadors van ser Agapito i Revilla i José Martí i Monsó, guardant l'original a la biblioteca del Col·legi de Santa Creu de Valladolid. L'autor d'aquest descobriment és el pare franciscà Matías de Sobremonte. Aquest frare va ser un estudiós de la història dels convents de la seva ordre, entre els quals s'explica aquest de Valladolid. Sobremonte parla de la tradicional data de 1210 com a fundació del convent val·lisoletà però al mateix temps ho posa en dubte fent altres consideracions. Investigadors dels segles XX i XXI han assegurat una data posterior, cap a 1230, estant completament d'acord en quins van ser els començaments i en el seu posterior trasllat en la dècada dels 60 del segle xiii.